# Polyptychus distensus
Polyptychus distensus là một loài bướm đêm thuộc họ Sphingidae. Loài này có ở Gabon.